# 淮河路 (郑州)
淮河路是一条位于河南省郑州市东西走向的道路，也是一条以餐饮、灯饰、建材和服饰为主的商业街。从淮河路东部起点到西与淮河路相接的这一段，以日常生活用品为主，如烟酒、美容美发等；往西至交通路，以灯饰产品为主；郑州古玩城位于淮河东路和大学中路交汇处以东；郑州建材大世界位于淮河东路和嵩山南路交汇处；淮河西路则分布了众多的餐饮店。